# الجائزة الكبرى لجائزة بيكسانغ للفنون في التلفزيون
الجائزة الكبرى لجائزة بيكسانغ للفنون – التلفزيون (هانغل: 백상예술대상 TV부문 대상) هي جائزة تُقدم سنويًا في حفل جوائز بايكسانغ للفنون الذي تنظمه كل من إيلجان سبورت وجي تي بي سي، وهي شركات تابعة لجونغ أنغ إلبو، عادةً في الربع الثاني من كل عام في سول.  ويُعد أعلى تكريم في القسم التلفزيوني للحفل.  يُختار مرشحي الجائزة الكبرى للتلفزيون من قائمة المرشحين كل عام ولا يُعلن عنهم قبل الحفل.  يمكن أن يكون الفائز بالجائزة الكبرى برنامجًا أو فردًا، وهم غير مؤهلين للحصول على الجوائز الكبرى الأخرى التي رُشح لها في قسم التلفزيون.

## انتصارات متعددة
| انتصارات | الفائز                   |
| -------- | ------------------------ |
| 4        | كيم هاي جا (ممثلة)       |
| 2        | كيم هي-إي (ممثلة)        |
| 2        | يو جاي سوك (مؤدي منوعات) |

## الروابط خارجية
- باللغة الكورية